# Hochstadl
Hochstadl (1919 m n.p.m.) – najwyższy szczyt pasma Ybbstaler Alpen, części Północnych Alp Wapiennych. Leży w Austrii, w kraju związkowym Styria. Należy do masywu Kräuterin. Szczyt można zdobyć ze schroniska Zellerhüte (1639 m).